# Powiat Shimajiri
Powiat Shimajiri (jap. 島尻郡 Shimajiri-gun) – powiat w Japonii, w prefekturze Okinawa. W 2024 roku liczył 105 888 mieszkańców.

## Miejscowości
- Haebaru
- Kumejima
- Yaese
- Yonabaru
- Aguni
- Iheya
- Izena
- Kitadaitō
- Minamidaitō
- Tokashiki
- Tonaki
- Zamami